# Gare de Shakespeare Cliff Halt
La gare de Shakespeare Cliff Halt est une halte ferroviaire privée de la Ligne principale du Sud-Est (en). Elle est située à l'extrémité ouest du tunnel de Shakespeare Cliff sur la ligne principale sud-est de Folkestone, en Angleterre. Elle n'est apparue dans aucun horaire public et a été utilisée successivement par le personnel des chemins de fer, les mineurs de charbon, les militaires et les ouvriers du tunnel sous la Manche.

## Histoire

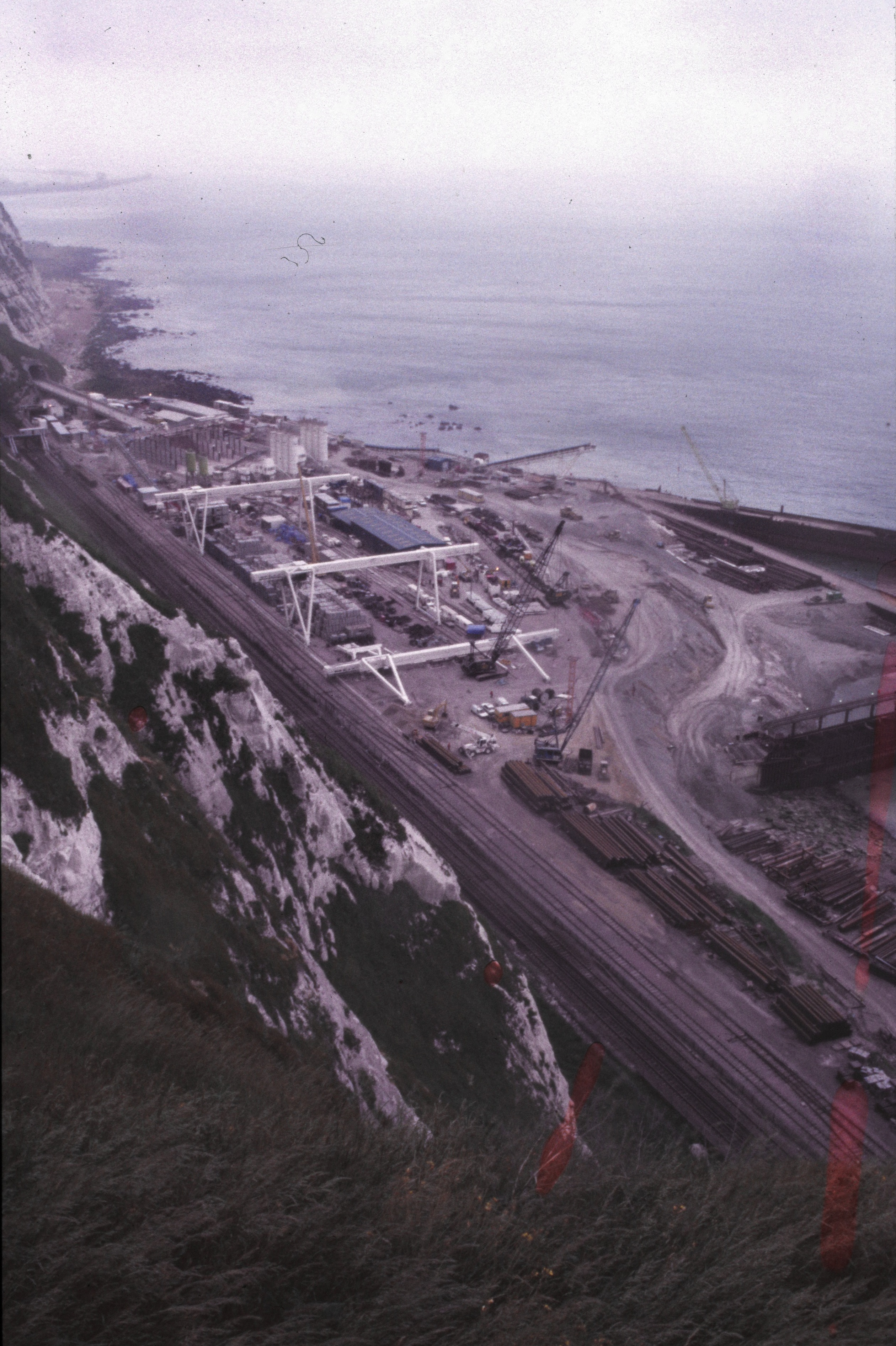
Shakespeare Cliff Halt (en haut à gauche) pendant la construction du tunnel sous la Manche.

Shakespeare Cliff, près de Douvres est le lieu de la première tentative de construction d'un tunnel sous la Manche à la fin des années 1870, quand un tunnelier de 2,13 mètres de diamètre creuse un tunnel pilote de 1893 mètres depuis l'emplacement. Le projet est abandonné en mai 1882, en raison de campagnes politiques et de presse britanniques affirmant qu'un tunnel compromettrait les défenses nationales de la Grande-Bretagne. Un autre puits est construit en 1890 et du charbon est extrait à environ 340 mètres sous la surface. La mine de charbon de Shakespeare est ouverte sur le site en 1896, en 1907 elle produit 8,1 tonnes de charbon par jour.
En 1913, la South Eastern and Chatham Railway ouvre une halte principalement pour les mineurs de la mine de charbon, qui exploitent la mine jusqu'à sa fermeture en 1915. À partir de 1920, la gare est utilisée par l'Amirauté, ainsi que par le personnel des chemins de fer qui vit à proximité. La station n'est évoquée dans aucun horaire public car les passagers qui y descendent se retrouvent sur un terrain plat isolé creusé dans la falaise de craie.
Pendant quelques années, un gardien est basé à la gare et un chemin en zigzag est aménagé pour donner accès depuis le haut de la falaise. L'armée britannique utilisé la gare pendant la Seconde Guerre mondiale pour desservir un camp militaire voisin. Shakespeare Cliff Halt a une nouvelle vie lorsque les travaux du Tunnel sous la Manche reprennent. Les ouvriers effectuant les travaux préliminaires utilisent la halte entre novembre 1973 et janvier 1974, elle est ensuite réutilisée au début des années 1990 lors de la construction proprement dite du tunnel sous la Manche. Les quais sont alors reconstruits et allongés, et une importante passerelle en bois est construite au dessus des voies ferrées. Des abonnements spéciaux sont émis par British Rail pour les personnes impliquées dans la construction du tunnel. La dernière utilisation de la halte est celle des ouvriers participant à la construction du Samphire Hoe Country Park sur le site des travaux du tunnel.

## Actuellement
La halte est tombée en désuétude depuis l'achèvement du tunnel sous la Manche en 1994. L'abri en bois mis à la disposition des voyageurs est à peine debout, et le panneau a disparu, bien que ses supports en béton demeurent.